# 루이스 글라움

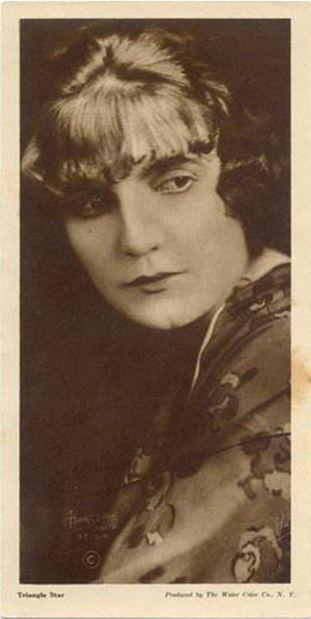

루이스 글라움(Louise Glaum, 1888년 9월 4일 ~ 1970년 11월 25일)은 미국의 배우, 연극 배우, 영화배우이다.
볼티모어에서 태어났으며 로스앤젤레스에서 사망하였다. 사인은 폐렴이다.

## 영화
- 사하라 (1919년)